# متلازمة تململ الساقين
متلازمة تململ الساقين (بالإنجليزية: Restless legs syndrome - RLS)‏ هو اضطراب في جزء من الجهاز العصبي ويؤثر على الساقين ويدفع إلى تحريكهما ويحصل بشكل أساسي عند وقت النوم ولذلك يعتبر من اضطرابات النوم حيث يشتكي المصابون بها من شعور غريب وغير مريح يصيب كلتا الساقين لدى سكون الجسم، والاستلقاء للنوم بالليل، يؤدي إلى الرغبة الملحّة في تحريكهما، ما يعطي بعض الارتياح قصير الأمد.
الناس الذين يعانون من متلازمة تململ الساقين يشعرون بأحاسيس غير مريحة في ارجلهم وأحيانا في ايديهم أو اجزاء أخرى من اجسامهم وهذه الاحاسيس تصبح أكثر سوءا عند وقت الراحة أو الجلوس وتؤدي إلى الإجهاد وانعدام النوم.

## عوارض متلازمة تململ الساقين
تتراوح بين الخفيفة والتي لا تطاق وليست محكومة بوقت معين ولكنها تظهر غالبا في المساء والليل وتكون اقل شدة في الصباح أو عند ممارسة أي عمل.
تؤثر متلازمة تململ الساقين لدى الجنسين ولكنها أكثر شيوعا لدى النساء وتبدأ في مراحل مختلفة من العمر ولكن الأكثر تضررا هم من في منتصف العمر والمسنين.
متلازمة تململ الساقين تعتبر مجهولة وفي أكثر الأحيان يصعب تشخيصها في أكثر الأحيان ولكن إذا عرفت فأنه من السهل التعامل معها وتحديد العلاج لها . لكن عندما تصبح الحالة مزمنة فإن التعامل معها يصبح أكثر صعوبة ويصاحبه عوارض أخرى مثل الإرهاق والتعب.

## الأسباب
ما زال الأطباء حتى يومنا هذا يجهلون أسباب هذه المتلازمة ولكن يعتقد الكثيرون ان لها ارتباط في عمل الجينات، حيث تبين ان أكثر المصابين بها وجد في عائلتهم شخص مصاب بها.
من العوامل المرتبطة بالمتلازمة أو تؤدي إلى تفاقم حالتها :
- الأمراض المزمنة أو الحالات الطبية مثل نقص الحديد و السكري والفشل الكلوي ومرض باركنسون.
- الأدوية كمضادات الحساسية والاكتئاب والذهان والبرد.
- الحمل حيث تعاني النساء منها خاصة في أشهر الحمل الأخيرة ولكنها تختفي كليا بعد انقضاء الحمل.

و هنالك احتمالات أخرى مثل تناول الكحول ومصاعب النوم التي يعاني منها البعض لأسباب متعددة.

## التشخيص
لا يوجد في الوقت اختبار معين لتشخيص متلازمة تململ الساقين ولكن الأطباء قد يلجأون إلى بعض تحاليل الدم واختبارات أخرى بقصد استبعاد بعض العوامل.
كما تلعب الأجوبة التي يعطيها المريض ردا على اسئلة الطبيب دورا هاما في تشخيص المرض إضافة إلى مراجعة التاريخ المرضي للعائلة وأنواع الأدوية المستعملة.

## العلاج
يستهدف علاج متلازمة تململ الساقين التخفيف من عوارضها بسبب عدم وجود علاج مباشر لها ويستطيع الأشخاص الذين يعانون من حالات خفيفة أو متوسطة الاعتماد على تغيير في نمط حياتهم مثل ممارسة التمارين الرياضية، تخفيف أو التوقف عن الكحول والنيكوتين والكافيين.
وقد يتحقق علاج متلازمة الساقين عرضاً عند علاج أحد ما يعتقد أنه من مسبباته كنقص الحديد في الدم أو فيتامين د أو مشاكل الكلى.
كما يمكن التخفيف من عوارضها بواسطة التدليك والحمامات الساخنة.
كما يلجأ الأطباء إلى استخدام ادوية متعددة مثل مركبات الدوبامين حيث وافقت مؤسسة الاغذية والدواء الاميركية على استعماله في الحالات الصعبة.
وبالجملة فإن تنظيم النوم وعدم الاستيقاظ لفترة تزيد عن 8 ساعات متواصلة (بحيث تتم ممارسة القيلولة من نصف ساعة إلى ساعتين) يسبب تحسناً ملحوظاً جداً لدى كثير من المرضى.

## نقص الحديد
في أحدث دراسة نشرتها كلية الطب في جامعة هارفرد يقول الدكتور جون وينكلمان، أخصائي في متلازمة تململ القدمين في مستشفى ماساتشوستس العام التابع لجامعة هارفرد، أنه يجب أخذ نقص الحديد في الدماغ بالاعتبار، ولكن بسبب صعوبة معرفة ذلك حاليا، فإنه «علينا الاستنتاج من مستوياته في الدم, أي إذا كان الحديد ناقصا في الدم، فهذا يعني أيضا انه مستواه أيضا ناقص في الدماغ».
ويتابع الدكتور وينكلمان ان أفضل طريقة لتشخيص نقص الحديد، هو قياس (الفريتين) الدم، وهو الشكل الأساسي للحديد المخزن في الجسم مما يساعد بالتوجيه بشأن نوع العلاج الذي ينبغي التوصية به.
والعلاج الموثوق به للحديد هو عن طريق الفم، حيث يوصي الدكتور وينكلمان بمعالجة متلازمة تململ القدمين بحبوب عندما يكون مستوى (الفريتين) هو 50 ميكروغرام / لتر أو أقل ويقول أنه يخفف من الأعراض إلى حد كبير في حوالي نصف الحالات لدى الأشخاص الذين يعانون من الفيريتين عند هذه المستويات.

## نقص فيتامين دي
كشفت دراسة سعودية تم قبولها وعرضها في المؤتمر السنوي «للأكاديمية الأميركية لطب النوم» http://www.aasmnet.org/ خلال شهر يونيو (حزيران) 2013 ارتباط نقص مستوى فيتامين «دي» D في الدم (أقل من 50 ميكروغراما/مل)، بالإصابة بمتلازمة تململ الساقين وأشارت إلى تحسن أعراض المتلازمة بشكل واضح لدى جميع المرضى دون استثناء، واختفاءها تماما لدى بعضهم، بعد ارتفاع مستوى فيتامين «دي» في الدم للمعدل الطبيعي، دون الحاجة للعلاج بأي من الأدوية المعروفة لعلاج المتلازمة.